# Northumberland (New Hampshire)
Pour les articles homonymes, voir Northumberland.
Northumberland est une municipalité américaine située dans le comté de Coös au New Hampshire. Selon le recensement de 2010, sa population est de 2 288 habitants.

## Géographie
La municipalité s'étend sur 36,49 milles carrés (94,51 km2), dont 0,78 milles carrés (2,02 km2) d'étendues d'eau.
Le village de Groveton (en), qui compte 1 118 habitants, fait partie de la municipalité de Northumberland.

## Histoire
La localité est fondée en 1761 sous le nom de Stonington, une ville du Connecticut. Elle est renommée Northumberland en 1771 par le gouverneur John Wentworth, en l'honneur de Hugh Smithson (duc de Northumberland) ou du comté anglais. Northumberland devient une municipalité en 1779.